# 北大雪スキー場

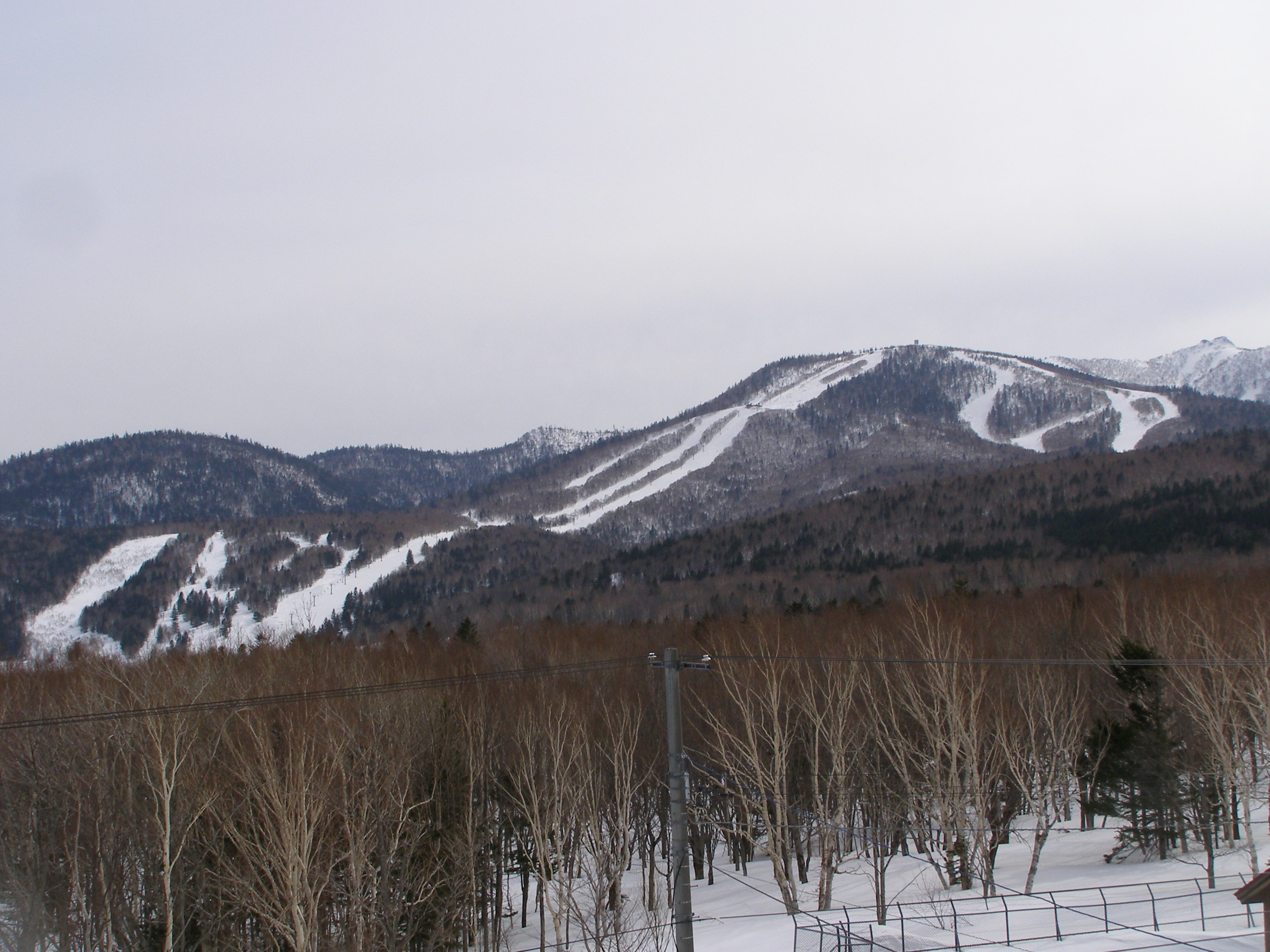
北大雪スキー場遠景

北大雪スキー場（きたたいせつスキーじょう）は、北海道紋別郡遠軽町白滝天狗平に位置するスキー場である。運営会社は株式会社鈴木商会。
1999年から営業休止した後、2007年から営業を再開するが、2009-2010シーズンから再び営業を休止している。
2010-2011シーズンからTENGU CAT-SKI GUIDESによりCAT（雪上車）利用によるスキー・スノーボードツアーが行われており、12月1日から4月30日まで立ち入りが禁止されている。

## 沿革
- 1979年 - 鈴木商会（旧称鈴木総本社）により開設。
- 1992年 - 全日本スキー選手権大会アルペンスキー競技（滑降・スーパー大回転）が開催される[1]。
- 1994年 - 再び全日本スキー選手権大会を開催予定だったが、強風のため中止[2]。
- 1999年 - 1999-2000シーズンから営業を休止。
- 2007年 - 8シーズンぶりに営業を再開。再開当初は2007年3月-5月のみの営業だった。
- 2009年 - 2009-2010シーズンから再び営業を休止。
- 2011年 - 2010-2011シーズンからTengu snow cat toursによりCAT利用によるツアーを開始。

## 概要

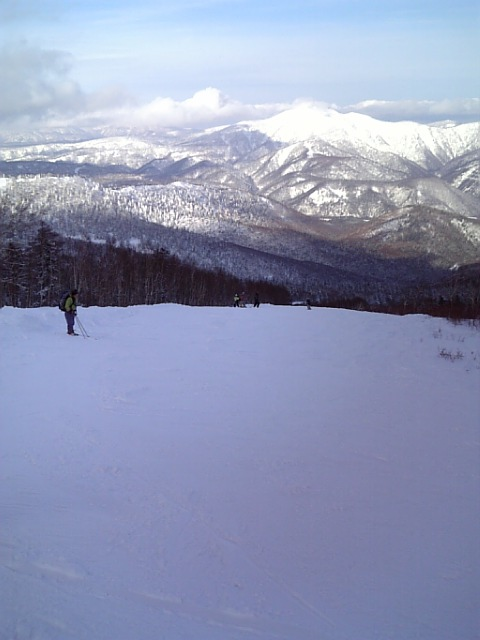
パノラマコース（2008年1月）

2007年3月-5月シーズンではシングルリフト2本、4コースで営業していた。2007-2008シーズンからは第3リフトを運行し滑走可能コースを拡大。最長滑走距離4,000mの計10コースが設定されており、上質な雪質をPRしていた。一部コースは土日等曜日や期間を限定して営業するコースがあった。また、シーズン中でも一部期間は土日祝日しか営業していない期間があった。
小学生（12歳）以下はリフト料金が無料であった。

## アクセス
旭川紋別自動車道奥白滝インターチェンジからすぐ